# Bjørn Gulden
Bjørn Gulden, född 4 juni 1965) är en norsk företagsledare och före detta fotbollsspelare. Gulden är sedan 2023 VD för Adidas. 
Han har spelat fotboll i Strømsgodset, Bryne och 1. FC Nürnberg.